# Castillo de Macenas
Castillo de Macenas är ett slott i Spanien.   Det ligger i provinsen Provincia de Almería och regionen Andalusien, i den sydöstra delen av landet, 400 km söder om huvudstaden Madrid. Castillo de Macenas ligger 27 meter över havet.
Terrängen runt Castillo de Macenas är huvudsakligen kuperad, men söderut är den platt. Havet är nära Castillo de Macenas åt sydost.  Närmaste större samhälle är Mojacar Pueblo, 6,7 km norr om Castillo de Macenas. 